# Jean-Pierre Marielle
Pour les articles homonymes, voir Marielle.
Jean-Pierre Marielle, né le 12 avril 1932 à Paris 13e et mort le 24 avril 2019 à Saint-Cloud, est un acteur français.
Au début des années 1950, le comédien débutant fait partie de la Bande du Conservatoire. Connu pour sa voix chaude et caverneuse, il a joué dans plus de cent films. Habitué des personnages comiques hauts en couleur (Les Galettes de Pont-Aven, … Comme la lune, La Valise, Le Diable par la queue), il s'est aussi fait remarquer dans les rôles dramatiques (Les mois d'avril sont meurtriers, Tous les matins du monde, Que la fête commence..., La Controverse de Valladolid, Les Âmes grises) ou encore dans des rôles nuancés comme Quelques jours avec moi de Claude Sautet.
Lauréat du Molière du comédien en 1994 pour Le Retour d'Harold Pinter, il est nommé sept fois aux César du cinéma.

## Biographie

### Enfance
Jean-Pierre Marielle est le fils de Georges Marielle, industriel parisien qui dirige une entreprise agro-alimentaire, et de Josette Coulbois, couturière vivant à Précy-le-Sec, dans l'Yonne, où il a grandi.

### Formation
Ses premières expériences d'acteur remontent au lycée Carnot de Dijon où il monte quelques pièces de Tchekhov avec ses camarades. Il voulait initialement entrer en classe préparatoire littéraire. L’un de ses professeurs l’encourage à devenir plutôt comédien de théâtre. Il part pour Paris, se présente au centre d'art dramatique de la rue Blanche et intègre le Conservatoire national. Il s'y lie d’amitié avec Jean-Paul Belmondo, Jean Rochefort et Bruno Cremer, au sein de la « bande du Conservatoire », et en sort avec le second prix de comédie classique en 1954. Avec ses camarades, il joue au théâtre ainsi qu'au cabaret le soir après les cours.
D'abord stagiaire au Théâtre-Français, il joue ensuite sur de petites scènes de la rive gauche, puis est engagé dans la compagnie Grenier-Hussenot.

### Carrière

#### Débuts

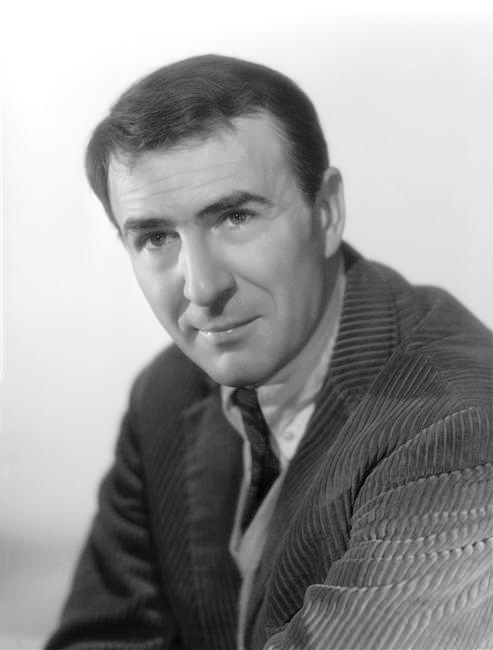
L'acteur en 1953 (Studio Harcourt).

Ses débuts consistent en quelques rôles sur les planches avec la compagnie Grenier-Hussenot, notamment dans des pièces de Pinter, et en petites apparitions au grand écran à la fin des années 1950, avec sa voix particulière lui donnant les moyens de jouer des personnages plus âgés. Déçu par ses premiers rôles au cinéma, il se tourne un moment vers le cabaret.
Il débute au cinéma en 1957 en tenant des petits rôles, notamment dans des films d'Henri Decoin et Robert Lamoureux. Il donne la réplique à Eddie Constantine, Fernand Raynaud, Daniel Gélin, Jean Bertho ou Michel Simon. Sa carrière cinématographique se développe dans les années 1960. À la suite de l'échec de Climats, en 1962, Jean-Pierre Marielle tente sa chance au cabaret au côté de Guy Bedos avant de retourner au cinéma. Il est cantonné dans des seconds rôles.
Jean-Pierre Marielle obtient des rôles un peu plus consistants dans les années 1960, dans des films tels que Faites sauter la banque ! (1963), aux côtés de Louis de Funès, Week-end à Zuydcoote (1964), Un monsieur de compagnie (1965) et surtout Le Diable par la queue (1969), où le réalisateur Philippe de Broca lui donne l’occasion d’exprimer tout son talent. Sa popularité grandit au cours des années 1970 où il apparait dans beaucoup de comédies notamment dans Sex-shop (1972) de Claude Berri dans lequel il incarne un dentiste vicieux fort en gueule, La Valise (1973) de Georges Lautner où il incarne un espion israélien qui tente de rejoindre la France dans la valise diplomatique à travers des pays arabes, Comment réussir quand on est con et pleurnichard (1974) de Michel Audiard, On aura tout vu (1976) de Georges Lautner où il incarne un savoureux producteur de films pornographiques, Calmos (1976) de Bertrand Blier considéré comme un véritable pamphlet anti-féministe et Cause toujours... tu m'intéresses ! (1979) de Édouard Molinaro où il donne la réplique à son amie de toujours, Annie Girardot.

#### Révélation
Ce sont des rôles dramatiques qui lui apportent une grande notoriété dans la profession, notamment dans Que la fête commence... (1974) de Bertrand Tavernier où Jean-Pierre Marielle incarne un Marquis de Pontcallec grandiloquent, Les Galettes de Pont-Aven (1975) de Joël Séria, film devenu culte dans lequel il explose littéralement dans le rôle d'un citoyen banal en quête d'identité et de bonheur, son jeu d'acteur lui vaut une nomination en tant que meilleur acteur à la première cérémonie des César, Un moment d'égarement (1977) de Claude Berri où il incarne le rôle difficile de père de famille tombant amoureux de la fille de son meilleur ami, et enfin Coup de torchon (1981) de Bertrand Tavernier, il y incarne à la fois un proxénète ordurier et son frère militaire, cette double composition lui vaut une seconde nomination aux César, cette fois-ci en tant que second rôle.

#### Confirmation
Les années 1980 sont marquées par de multiples comédies où Jean-Pierre Marielle excelle, notamment dans Signes extérieurs de richesse (1983) ou Hold-up (1985). Il prouve une fois de plus son aisance dans le registre dramatique notamment dans Les mois d'avril sont meurtriers (1987) de Laurent Heynemann dans lequel incarne un flic désabusé et suicidaire, sa prestation lui permet d'être récompensé au MystFest. Durant cette décennie, il tourne aussi : Quelques jours avec moi (1988) de Claude Sautet, dans lequel il incarne face à Daniel Auteuil et Sandrine Bonnaire, un personnage qui se révèle d'une profonde humanité, avec à la clé une nouvelle nomination pour le César du meilleur acteur dans un second rôle.
Les années 1990 marquent un tournant dans la carrière de l'acteur, il est considéré par beaucoup comme un mercenaire du cinéma français (c'est son ami Bernard Blier qui le qualifiait ainsi). Il tourne notamment Uranus (1990) de Claude Berri réunissant une distribution de premier choix, à ses côtés Gérard Depardieu, Michel Blanc, Philippe Noiret, Fabrice Luchini, Gérard Desarthe, Daniel Prévost et Michel Galabru, Marielle y incarne un ingénieur hypocrite rongé de remords pour son inaction durant la Seconde Guerre mondiale.
En 1991, il tourne le film le plus important de sa carrière[réf. souhaitée], Tous les matins du monde, réalisé par Alain Corneau, adapté du roman de Pascal Quignard. Il soulève des questions fondamentales sur l'art, la musique, l'émotion et la vie sociale. Jean-Pierre Marielle y incarne Jean de Sainte-Colombe, violiste veuf et janséniste, refusant les honneurs de Versailles et les sollicitations de Louis XIV pour vivre en reclus à la campagne avec ses deux filles avant qu'il n'accepte, malgré lui, de recevoir un élève nommé Marin Marais, interprété à des âges différents par Guillaume et Gérard Depardieu. Le film attire plus de 2 millions de spectateurs en salles et devient le succès inattendu de 1991 avec Delicatessen de Marc Caro et Jean-Pierre Jeunet. Tous les matins du monde est récompensé par le prix Louis-Delluc 1991 et sept Césars en 1992. À la surprise générale, le César du meilleur acteur n'est pas attribué à Marielle, grand favori, mais à Jacques Dutronc pour sa composition de Vincent van Gogh dans le film homonyme réalisé par Maurice Pialat.
Il est une nouvelle fois nommé pour le César du meilleur acteur dans un second rôle en 1993 pour sa prestation dans Max et Jérémie de Claire Devers.

#### Diversification

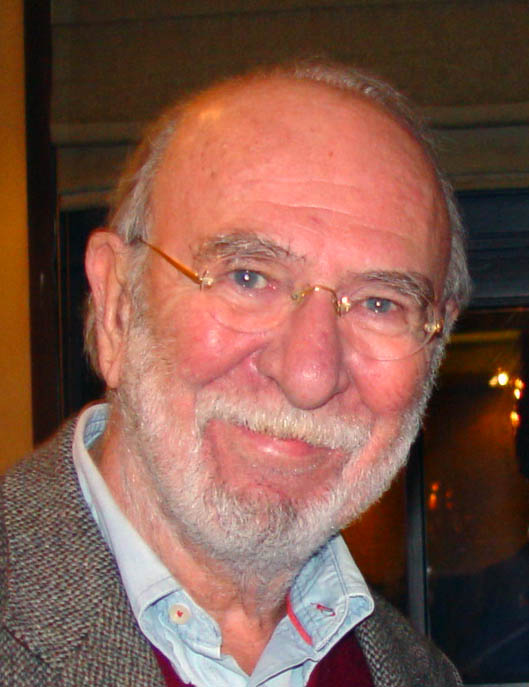
Marielle en tournée en décembre 2006.

En 1996, Jean-Pierre Marielle livre une prestation d'acteur hilarante aux côtés de ses deux amis Jean Rochefort et Philippe Noiret dans la comédie Les Grands Ducs, où il interprète un acteur « has-been » râleur et dézingué. Bien que le film n'ait pas rencontré le succès escompté à l'époque, il devient au fil du temps un film culte[réf. souhaitée].
En 1999, il joue son propre rôle dans le film Les Acteurs de Bertrand Blier dans lequel il donne la réplique à André Dussollier et Jacques Villeret, eux-mêmes dans leur propre rôle.
En 2005, on le retrouve aux côtés de Jacques Villeret et Denis Podalydès dans Les Âmes grises où il interprète un procureur mystérieux et austère mêlé à deux meurtres.
En 2007, il interprète le rôle d'un homme voulant éternellement demeurer jeune et ne pensant qu'à faire « le beau » auprès de femmes bien plus jeunes que lui dans Faut que ça danse !, ce qui lui vaut une nouvelle nomination pour le César du meilleur acteur.
En 2007, il double le cuisinier Auguste Gusteau dans le film Pixar : Ratatouille, renouant ainsi avec l’expérience du doublage qu’il avait déjà pratiqué au début de sa carrière, en doublant le personnage de Ponce Pilate dans Ben-Hur de 1959.

#### Dernières années

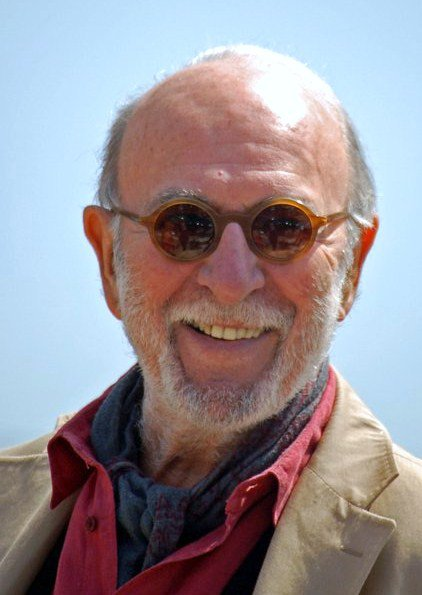
Jean-Pierre Marielle au festival de Cannes 2006.

Jean-Pierre Marielle a également effectué une brillante carrière sur les planches et a reçu un Molière du meilleur comédien en 1994 pour son interprétation dans Le Retour de Harold Pinter.

Souvent nommé aux César (sept fois au total) sans jamais remporter le prix, il revendique ne jamais avoir assisté à la cérémonie et déclare : 

« Les César ? J'en ai rien à foutre, je ne suis pas un acteur de tombola. L'important, c'est devant la caméra. C'est servir un auteur, en découvrir un nouveau. »

En 2014, il est membre du comité de soutien à la candidature d'Anne Hidalgo à la mairie de Paris.

### Famille et vie privée

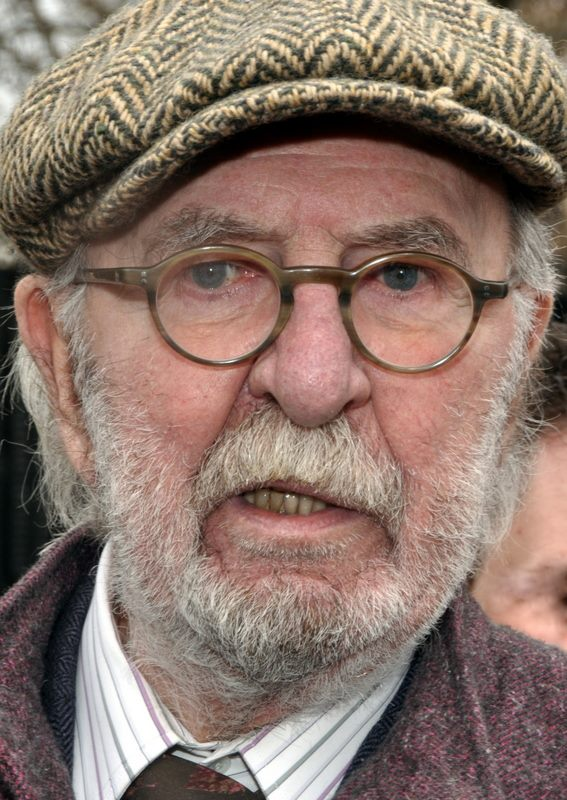
Jean-Pierre Marielle en 2013.

Jean-Pierre Marielle a été marié quatre fois.
Son premier mariage a lieu le 6 juin 1957, dans le 6e arrondissement de Paris, avec Noëlle Wolff, comédienne sous le nom de Noëlle Leiris. Ils divorcent en 1967.
Son deuxième mariage est célébré dans le 7e arrondissement de Paris le 28 avril 1972 avec Michelle Charlotte Bompart. Le divorce est prononcé en 1973.
De sa troisième union, le 15 janvier 1979 à Boulogne-Billancourt avec Catherine-Françoise Burette naît un fils en 1980, son seul enfant : François-Arthur. Ils divorcent en 1983.
En quatrièmes noces, il épouse à Florence (Italie) l’actrice Agathe Natanson le 4 octobre 2003. Cette dernière annonce sa mort à la presse.
Jean-Pierre Marielle a la réputation d'être difficile à interviewer. En 2019, le journaliste Jean-Mathieu Pernin rappelle que la profession dit de lui : « Jean-Pierre Marielle ? Pas un client facile ». Le Monde confirme ce trait de caractère : « Le paradoxe de ce comédien-là, c'est qu'il a l'épanchement parcimonieux, l'anecdote réticente ». Le 16 juin 2012, son interview par un journaliste de France 3 - Île-de-France très embarrassé, est qualifiée de « surréaliste » par Le Médiascope.
La fin de sa vie est assombrie par la maladie d'Alzheimer.
Il est un grand amateur de vélo, de jazz et de New York[réf. nécessaire].

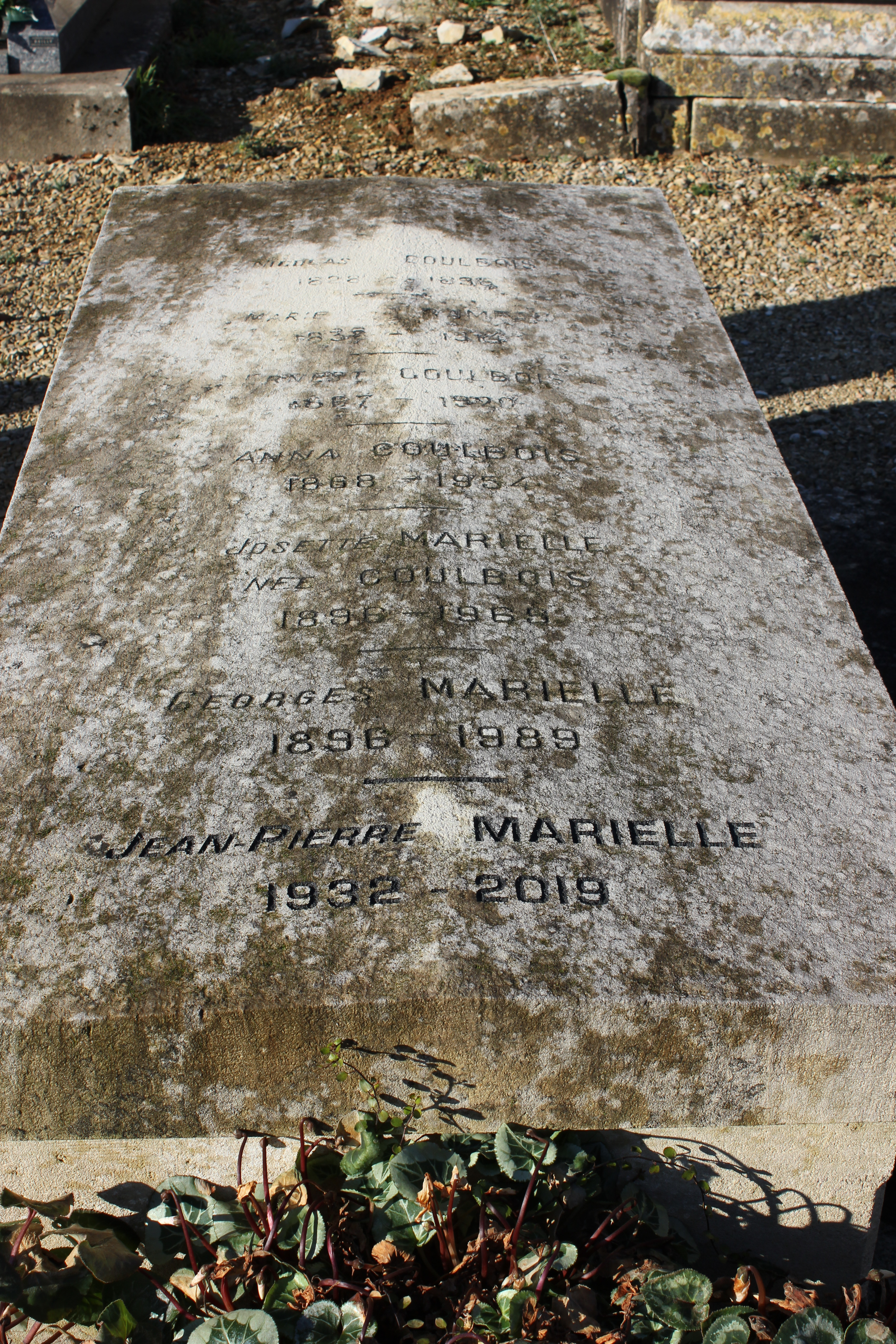
Tombe de Jean-Pierre Marielle cimetière de Précy-le-Sec.

### Mort
Atteint de la maladie d'Alzheimer, il meurt le 24 avril 2019 à Saint-Cloud à l’hôpital des Quatre Villes, des suites d'une septicémie. Il est inhumé à Précy-le-Sec, dans l'Yonne, dans le caveau familial.

### Décorations
- Officier de la Légion d'honneur (2007)[17] ; chevalier (1992)
- Officier de l'ordre national du Mérite (1997)[18] ; chevalier (1986)
- Commandeur de l'ordre des Arts et des Lettres (1995)[19]

## Filmographie

### Cinéma

#### Années 1950
- 1957 : Charmants Garçons d'Henri Decoin : Le réceptionniste
- 1957 : Fernand clochard de Pierre Chevalier
- 1957 : Le Grand Bluff de Patrice Dally : Maître Philippe Norbert
- 1957 : Tous peuvent me tuer d'Henri Decoin : Jérôme
- 1959 : Pierrot la tendresse de François Villiers

#### Années 1960
- 1960 : La Brune que voilà de Robert Lamoureux : L'inconnu
- 1960 : Le Mouton de Pierre Chevalier : Le chef
- 1962 : Climats de Stellio Lorenzi : Philippe Marcenat
- 1963 : Que personne ne sorte d'Ivan Govar : Jo Adams
- 1963 : Peau de banane de Marcel Ophüls : Reynaldo
- 1963 : Dragées au poivre de Jacques Baratier : Rakanowski, le joueur de tennis
- 1963 : Les Animaux (film documentaire) de Frédéric Rossif : (uniquement voix)
- 1964 : Faites sauter la banque ! de Jean Girault : André Durand-Mareuil, le banquier
- 1964 : Un monsieur de compagnie de Philippe de Broca : Balthazar
- 1964 : Week-end à Zuydcoote de Henri Verneuil : Pierson
- 1964 : La Bonne Occase de Michel Drach : Landrut
- 1964 : Relaxe-toi chérie de Jean Boyer : David, le psychiatre
- 1964 : Échappement libre de Jean Becker : Van Houde
- 1965 : Cent briques et des tuiles de Pierre Grimblat : Justin
- 1965 : Monnaie de singe d'Yves Robert : Raymond Vernet
- 1966 : Roger La Honte (Trappola per l'assassino) de Riccardo Freda : Lucien de Noirville
- 1966 : Tendre Voyou de Jean Becker : Bob
- 1967 : Toutes folles de lui de Norbert Carbonnaux : R.P Fouquet
- 1968 : L'Homme à la Buick de Gilles Grangier : Le marquis
- 1968 : L'amour c'est gai, l'amour c'est triste de Jean-Daniel Pollet : Maxime
- 1969 : Le Diable par la queue de Philippe de Broca : Jean-Jacques Leroy-Martin, le « Play-boy »
- 1969 : Quarante-huit heures d'amour de Jacques Laurent : Mazoillac
- 1969 : Les Femmes de Jean Aurel : L'éditeur

#### Années 1970
- 1970 : Les Caprices de Marie de Philippe de Broca : Léopold Panneton
- 1970 : Le Pistonné de Claude Berri : Le lieutenant Casanova
- 1971 : Les Mariés de l'an II de Jean-Paul Rappeneau : (uniquement voix, dans le prologue et l'épilogue du film)
- 1971 : On est toujours trop bon avec les femmes de Michel Boisrond : Mac Cormack
- 1971 : Quatre Mouches de velours gris (Quattro mosche di velluto grigio) de Dario Argento : Gianni Arrosio
- 1971 : Sans mobile apparent de Philippe Labro : Perry Rupert-Foote
- 1972 : Sex-shop de Claude Berri : Lucien, le dentiste
- 1972 : Le Petit Poucet de Michel Boisrond : L'ogre
- 1973 : La Valise de Georges Lautner : Le commandant Bloch
- 1973 : L'Affaire Crazy Capo de Patrick Jamain : Le commissaire Martin
- 1973 : Charlie et ses deux nénettes de Joël Séria : Tony
- 1974 : Comment réussir quand on est con et pleurnichard de Michel Audiard : Gérard
- 1974 : Dis-moi que tu m'aimes de Michel Boisrond : Richard Le Royer
- 1974 : T'es fou Marcel... (court-métrage) de Jean Rochefort : Son propre rôle
- 1974 : Un linceul n'a pas de poches de Jean-Pierre Mocky : Le docteur Carlille
- 1975 : Que la fête commence... de Bertrand Tavernier : Le marquis de Pontcallec
- 1975 : Dupont Lajoie d'Yves Boisset : Léo Tartaffionne
- 1975 : La Traque de Serge Leroy : Albert Danville
- 1975 : Les Galettes de Pont-Aven de Joël Séria : M. Henri Serin, représentant en parapluies
- 1976 : Cours après moi que je t'attrape de Robert Pouret : Paul
- 1976 : On aura tout vu de Georges Lautner : Morlock
- 1976 : Calmos de Bertrand Blier : Paul Dufour
- 1976 : Le Bataillon en folie (Sturmtruppen) de Salvatore Samperi : Le soldat inconnu
- 1977 : … Comme la lune de Joël Séria : Pouplard
- 1977 : Un moment d'égarement de Claude Berri : Pierre
- 1977 : Plus ça va, moins ça va de Michel Vianey : L'inspecteur Pignon
- 1977 : L'Imprécateur de Jean-Louis Bertuccelli : Roustev
- 1977 : Des enfants gâtés de Bertrand Tavernier (il y interprète uniquement la chanson du générique avec Jean Rochefort)
- 1979 : Cause toujours... tu m'intéresses ! d'Édouard Molinaro : François Perrin

#### Années 1980
- 1980 : L'Entourloupe de Gérard Pirès : Castelard
- 1980 : Voulez-vous un bébé Nobel ? de Robert Pouret : Victor Delacroix
- 1981 : Asphalte de Denis Amar : Albert Pourrat
- 1981 : Coup de torchon de Bertrand Tavernier : Le Peron et son frère
- 1981 : Pétrole ! Pétrole ! de Christian Gion : Jean-Marie Tardel
- 1982 : L'Indiscrétion de Pierre Lary : Daniel
- 1982 : Jamais avant le mariage de Daniel Ceccaldi : Patrick Le Kermadec dit « Le Chouan »
- 1983 : Signes extérieurs de richesse de Jacques Monnet : Jérôme Bouvier
- 1984 : Partenaires de Claude d'Anna : Gabriel Gallien
- 1985 : L'Amour en douce de Édouard Molinaro : Antoine Garnier
- 1985 : Hold-up de Alexandre Arcady : Simon Labrosse
- 1986 : Tenue de soirée de Bertrand Blier : L'homme riche et dépressif
- 1987 : Les mois d'avril sont meurtriers de Laurent Heynemann : Fred
- 1987 : Les Deux Crocodiles de Joël Séria : René Boutancard
- 1988 : Quelques jours avec moi de Claude Sautet : Raoul Fonfrin

#### Années 1990
- 1990 : Uranus de Claude Berri : Archambaud
- 1991 : Tous les matins du monde d'Alain Corneau : M. de Sainte Colombe
- 1992 : Max et Jérémie de Claire Devers : Almeida
- 1993 : Un, deux, trois, soleil de Bertrand Blier : L'homme seul
- 1994 : Le Parfum d'Yvonne de Patrice Leconte : Le docteur René Meinthe
- 1994 : Le Sourire de Claude Miller : Pierre François Le Clainche
- 1995 : Les Milles de Sébastien Grall : Le commandant Perrochon
- 1996 : Les Grands Ducs de Patrice Leconte : Georges Cox
- 1996 : L'Élève d'Olivier Schatzky : Armand Moreen

#### Années 2000
- 2000 : Une pour toutes de Claude Lelouch : Le commissaire Bayard
- 2000 : Les Acteurs de Bertrand Blier : Lui-même
- 2003 : La Petite Lili de Claude Miller : Simon Marceau
- 2003 : Demain on déménage de Chantal Akerman : Samuel Popenick
- 2004 : Atomik Circus, le retour de James Bataille de Didier Poiraud, Thierry Poiraud : Bosco
- 2005 : Les Âmes grises d'Yves Angelo : Pierre-Ange Destinat
- 2006 : Da Vinci Code de Ron Howard : Jacques Saunière
- 2006 : Le Grand Meaulnes de Jean-Daniel Verhaeghe : M. de Galais
- 2007 : Faut que ça danse ! de Noémie Lvovsky : Salomon Bellinsky
- 2007 : Ce que mes yeux ont vu de Laurent de Bartillat : Jean Dussart
- 2009 : Micmacs à tire-larigot de Jean-Pierre Jeunet : Placard

#### Années 2010
- 2010 : Pièce montée de Denys Granier-Deferre : Victor
- 2010 : Le Mystère de Jean-Teddy Filippe : Octave
- 2012 : Rondo d'Olivier van Malderghem : Abraham
- 2012 : Les Seigneurs d'Olivier Dahan : Le Maire Titouan Leguennec
- 2013 : Max de Stéphanie Murat : Nick
- 2013 : La Fleur de l'âge de Nick Quinn : Hubert Dassonville
- 2014 : Tu veux ou tu veux pas de Tonie Marshall : Lui-même
- 2014 : Une heure de tranquillité de Patrice Leconte : Le père de Michel

### Télévision
- 1958 (première émission) : La Fille de la pluie de Louis Chavance réalisé par Jean Prat - Le célibataire pauvre et excentrique
- 1959 : Notre petite ville de Marcel Bluwal
- 1960 : Adrien de Faversham de Marcel Bluwal
- 1960 : J'ai compromis ma femme de René Lucot
- 1960 : Les Joueurs de Marcel Bluwal
- 1960 : La Paresse de René Lucot
- 1960 : Le Prince et le Pauvre de Marcel Cravenne
- 1960 : Les Trois Sœurs de Tchekhov réalisé par Jean Prat - Toujenbach
- 1961-1962 : La caméra explore le temps :
  - 1961 : Les Templiers de Stellio Lorenzi - Philippe Le Bel
  - 1962 : La Conjuration de Cinq-Mars de Guy Lessertisseur - Louis XIII.
- 1962 : Il est minuit docteur Schweitzer de Gilbert Pineau - Le docteur Schweitzer
- 1962 : Fra Diavolo de Jean Kerchbron
- 1962 : La Nuit des rois de Shakespeare réalisé par Claude Barma - Malvolio
- 1963 : L'inspecteur Leclerc enquête de Maurice Cazeneuve, épisode : Le passé d'une femme : Michel Duquesnoy
- 1964 : Les Cabinets particuliers d'Alain Boudet
- 1978 : Les Poissons rouges ou Mon père ce héros de Claude Barma
- 1982 : L'Étrangleur s'excite d'Alexandre Tarta - Gene Cornflakes
- 1984 : Et la vie continue (...e la vita continua) de Dino Risi - Armoldo Bettochi
- 1984 : Les Capricieux de Michel Deville - Simon
- 1987 : Les Idiots de Jean-Daniel Verhaeghe - Kubac
- 1988 : Un château au soleil - feuilleton en 6 épisodes de 52 min - de Robert Mazoyer - Arthus de Montdeny -
- 1989 : Six crimes sans assassin de Bernard Stora - Bastien D'Arnoncourt, le commissaire de police
- 1990 : Bouvard et Pécuchet - Film diffusé en deux parties - de Jean-Daniel Verhaeghe - François Bouvard
- 1990 : Clérambard de Marcel Bluwal - Le comte Hubert de Clérembard
- 1990 : Ne m'oubliez pas : Hommage à Bernard Blier (documentaire) de Mathias Ledoux - Lui-même
- 1992 : La Controverse de Valladolid de Jean-Daniel Verhaeghe - Bartolomé de las Casas
- 2001 : Madame de... de Jean-Daniel Verhaeghe - Le général
- 2004 : Le Clan des rois de John Downer - La voix de James, dans la version française
- 2005 : Galilée ou l'Amour de Dieu de Jean-Daniel Verhaeghe - Le pape Barbérini
- 2007 : Elles et moi de Bernard Stora - Emile de Montellier
- 2010 : La Peau de chagrin d'Alain Berliner - Oswald
- 2011 : Chez Maupassant : Mon oncle Sosthène de Gérard Jourd'hui : Sosthène
- 2011 : Belmondo, itinéraire… de Vincent Perrot et Jeff Domenech : Témoignage
- 2011 : Bouquet final de Josée Dayan : Jean-Pierre
- 2012 : Nos retrouvailles de Josée Dayan : Le psy
- 2013 : Indiscrétions de Josée Dayan : Bernard Lefort
- 2014 : Des roses en hiver de Lorenzo Gabriele : Jean
- 2016 : Capitaine Marleau (épisode 2) de Josée Dayan : Frantz Meyer

## Box-office
| Film                      | Années | Réalisateurs       | Entrées           |
| ------------------------- | ------ | ------------------ | ----------------- |
| Da Vinci Code             | 2006   | Ron Howard         | 4 189 814 entrées |
| Week-end à Zuydcoote      | 1964   | Henri Verneuil     | 3 154 140 entrées |
| Tenue de soirée           | 1986   | Bertrand Blier     | 3 144 799 entrées |
| Les Seigneurs             | 2012   | Olivier Dahan      | 2 729 000 entrées |
| Uranus                    | 1990   | Claude Berri       | 2 542 412 entrées |
| Hold-up                   | 1985   | Alexandre Arcady   | 2 367 294 entrées |
| Coup de torchon           | 1981   | Bertrand Tavernier | 2 199 309 entrées |
| Les Galettes de Pont-Aven | 1975   | Joël Séria         | 1 085 622 entrées |

## Doublage

### Films
- 1959 : Ben-Hur : Ponce Pilate (Frank Thring)

### Films d'animations
- 2007 : Ratatouille : Auguste Gusteau
- 2010 : L'Apprenti Père Noël : Le double du Père Noël
- 2015 : Phantom Boy : L'homme au visage cassé

## Théâtre
- 1953 : La Jalousie du Barbouillé de Molière et Le Mariage forcé de Molière et Lully, mise en scène Georges Le Roy, Théâtre du Conservatoire
- 1954 : L’Amour des quatre colonels de Peter Ustinov, mise en scène Jean-Pierre Grenier, Théâtre Fontaine, avec la compagnie Grenier-Hussenot
- 1954 : Les Plaideurs de Racine, mise en scène Georges Leroy, Théâtre du Petit Marigny
- 1955 : Le Quai Conti de Guillaume Hanoteau, mise en scène René Dupuy, Théâtre Gramont
- 1956 : Victimes du devoir d'Eugène Ionesco, Théâtre de la Huchette
- 1956 : Chatterton d'Alfred de Vigny, mise en scène Michel Bouquet, Théâtre de l'Œuvre
- 1956 : Le Miroir d'Armand Salacrou, mise en scène Henri Rollan, Théâtre des Ambassadeurs
- 1957 : Hibernatus de Jean Bernard-Luc, mise en scène Georges Vitaly, Théâtre de l'Athénée
- 1957 : Romanoff et Juliette de Peter Ustinov, mise en scène Jean-Pierre Grenier, Théâtre Marigny
- 1957 : Le Chevalier d'Olmedo de Lope de Vega, mise en scène Albert Camus, festival d'Anjou
- 1958 : Tessa la nymphe au cœur fidèle de Jean Giraudoux d'après Basil Dean et Margaret Kennedy, mise en scène Jean-Pierre Grenier, Théâtre Marigny
- 1958 : L'Étonnant Pennypacker de Liam O'Brien, adaptation Roger Ferdinand, mise en scène Jean-Pierre Grenier, Théâtre Marigny
- 1960 : Champignol malgré lui de Georges Feydeau et Maurice Desvallières, mise en scène Jean-Pierre Grenier, Théâtre Marigny
- 1962 : Pomme, pomme, pomme de Jacques Audiberti, mise en scène Georges Vitaly, Théâtre La Bruyère
- 1963 : Tricoche et Cacolet d'Henri Meilhac et Ludovic Halévy, mise en scène Jacques Charon, Odéon-Théâtre de France
- 1964 : La Preuve par quatre de Félicien Marceau, mise en scène de l'auteur, Théâtre de la Michodière
- 1966 : La Prochaine fois je vous le chanterai de James Saunders, mise en scène Claude Régy, Théâtre Antoine
- 1966 : Se trouver de Luigi Pirandello, mise en scène Claude Régy, Théâtre Antoine
- 1967 : Rosencrantz et Guildenstern sont morts de Tom Stoppard, mise en scène Claude Régy, Théâtre Antoine
- 1967 : L'Anniversaire d'Harold Pinter, mise en scène Claude Régy, Théâtre Antoine
- 1969 : Guerre et paix au café Sneffle de Remo Forlani, mise en scène Georges Vitaly, Théâtre La Bruyère
- 1969 : Le Babour de Félicien Marceau, mise en scène André Barsacq, Théâtre de l'Atelier
- 1970 : Les Poissons rouges ou Mon père ce héros de Jean Anouilh, mise en scène Jean Anouilh & Roland Piétri, Théâtre de l'Œuvre
- 1972 : Un pape à New-York de John Guare, mise en scène Michel Fagadau, Théâtre de la Gaîté-Montparnasse
- 1978 : La Culotte de Jean Anouilh, mise en scène Jean Anouilh & Roland Piétri, Théâtre de l'Atelier
- 1980 : L'Habilleur de Ronald Harwood, mise en scène Stéphan Meldegg, Théâtre de la Michodière
- 1982 : L'étrangleur s'excite d'Éric Naggar, mise en scène Jean Rochefort, Théâtre des Arts (Hébertot)
- 1986 : Oncle Vania d'Anton Tchekhov, mise en scène Christian Benedetti, Théâtre de l'Est parisien
- 1986 : Clérambard de Marcel Aymé, mise en scène Jacques Rosny, Comédie des Champs-Élysées
- 1988 : La Femme à contre-jour d’Éric Naggar, mise en scène Jean Rochefort, Théâtre des Mathurins
- 1990 : Partage de midi de Paul Claudel, mise en scène Brigitte Jaques, Théâtre de l'Atelier
- 1994 : Le Retour d'Harold Pinter, mise en scène Bernard Murat, Théâtre de l'Atelier
- 1997 : La Terrasse de Jean-Claude Carrière, mise en scène Bernard Murat, Théâtre Antoine
- 1997 : La Lune se couche de Harold Pinter, mise en scène Karel Reisz, Théâtre du Rond-Point
- 1999 : Le Nouveau Testament de Sacha Guitry, mise en scène Bernard Murat, Théâtre des Variétés
- 2007 : Les Mots et la chose de Jean-Claude Carrière, avec Agathe Natanson, sa femme, Théâtre de l'Œuvre
- 2007 : Correspondance de Groucho Marx, mise en scène Patrice Leconte, Théâtre de l'Atelier
- 2010 : Audition de Jean-Claude Carrière, mise en scène Bernard Murat, Théâtre Édouard-VII
- 2014 : Love Letters d'Albert Ramsdell Gurney, mise en scène Benoît Lavigne, Théâtre Antoine

## Distinctions

### Récompenses
- Prix du Syndicat de la critique 1969 : meilleur comédien pour Guerre et paix dans le café Sneffle
- Prix du Syndicat de la critique 1973 : meilleur comédien pour Un pape à New York
- MystFest 1987 : meilleur acteur pour Les mois d'avril sont meurtriers
- 7 d'or 1992 : meilleur comédien pour La Controverse de Valladolid
- Molières 1994 : Molière du comédien pour Le Retour d'Harold Pinter
- Festival international du film de Shanghai 1995 : Gobelet d'or du meilleur acteur pour  Les Milles
- Lumières 2008 : Lumière d'honneur pour l'ensemble de sa carrière
- Académie Charles-Cros 2012 : Coup de cœur pour Parole enregistrée & documents sonores[20] pour sa lecture de Cher amour de Bernard Giraudeau

### Nominations
- César 1976 : César du meilleur acteur pour Les Galettes de Pont-Aven
- César 1982 : César du meilleur acteur dans un second rôle pour Coup de torchon
- César 1989 : César du meilleur acteur dans un second rôle pour Quelques jours avec moi
- César 1992 : César du meilleur acteur pour Tous les matins du monde.
- César 1993 : César du meilleur acteur dans un second rôle pour Max et Jérémie
- César 2004 : César du meilleur acteur dans un second rôle pour La Petite Lili
- César 2008 : César du meilleur acteur pour Faut que ça danse !

## Publications
- Les Plus Beaux Contes de Grimm, racontés par Jean-Pierre Marielle, Paris, éditions Auzou, coll. « Mes premiers contes bilingues », 2008, 28 p. + 1CD (ISBN 978-2-7338-0953-2)
- Le Grand N'importe quoi, Paris, Calmann-Lévy, septembre 2010, 250 p. (ISBN 978-2-7021-4136-6) Existe également sous forme de livre audio publié en septembre 2010 par Audiolib et auquel Jean-Pierre Marielle prête sa propre voix « redoublant ainsi, pour l'auditeur, les plaisirs d'une connivence jubilatoire[21] » (ISBN 978-2-35641-249-2).

En 2024, Agathe Natanson publie aux éditions du Seuil un livre consacré au comédien dont elle était la dernière épouse, Chantons sous les larmes - Lettres à Jean-Pierre Marielle.